# Hjälphjärta
Ett hjälphjärta, även kallat VAD (ventricular assist device), är en mekanisk pump som understödjer blodflödet och hjärtats funktion hos personer med ett försvagat hjärta. Hjälphjärtat kan antingen understödja funktionen hos den högra eller vänstra hjärtkammaren, eller bägge hjärtkamrarna. För att koppla ett hjälphjärta till ett mänskligt hjärta krävs ett kirurgiskt ingrepp.
Hjälphjärtat består av slangar som för blodet till blodkärlen från hjärtat, en kraftkälla samt en kontrollenhet som används för att övervaka enhetens funktionalitet. Ett hjälphjärta kan användas antingen för att stödja en patients hjärta, medan denne väntar på att få genomgå en hjärttransplantation, för att förbättra hjärtats funktion om patienten inte är berättigad en hjärttransplantation, eller för att stödja hjärtats funktion, tills hjärtat återhämtar sig.